# الأسهم الوقفية
الأسهم الوقفية أو وقف الأسهم  والمراد به أن يُوقِف متبرع أسهماً يملكها في شركة مباحة، بتحبيس أصل الأسهم وتسبيله لأرباحها، وحكم ذلك صحة وقف المشاع مطلقاً، وذلك لإنه لم يظهر مستند صحيح للمنع من وقفه، وفي تصحيح وقفه موافقة لمقصد الشريعة الإسلامية في تكثير الصدقة وتيسير سبلها، وبناء على ذلك فإن وقف الأسهم المباحة صحيح، وقد ذهب إلى هذا عامة العلماء المعاصرين، وصدر قرار مجمع الفقه الإسلامي.

## تعريفالأسهمالوقفية

### التعريف الإفرادي
- تعريف الأسهم: حصة الشريك في الشركة ممثلة بصك قابل للتداول.[6]
- تعريف الوقف: هو تحبيس الأصل وتسبيل الثمرة.[7]

### التعريف المركب
وقف الأسهم: هو وقف مشاع من رأس مال الشركة، أو حقوق المساهم.

## التكييف الشرعي لوقف الأسهم

### وقف الأسهم باعتبارها من وقف المشاع
السهم في الشركة المساهمة: صك يمثل نصيبا عينا أو نقديا في رأس مال الشركة، قابل للتداول، يعطي مالكه حقوقا خاصة)، والشركة مبنية على شیوع الحقوق فيها، وبالنظر إلى الأسهم في الشركة المساهمة، فيظهر أنها من المشاع الذي لا يقبل القسمة.

### وقف الأسهم باعتبارها من وقف المنقول
مما يعلم من تعريف السهم احتواء الشركة المساهمة على أعيان ثابتة، وأعياني منقولة؛ وتحتوي على كثير من المنقولات كالسيارات والآلات والأجهزة والمنتجات ومخزون الشركة من البضائع والسلع، مما يترتب على هذا الأمر توصيف وقف الأسهم في الشركات المساهمة على وقف المنقول.والنقل: (تحويل الشيء من موضع إلى موضع)، واتفق الفقهاء أن ما يمكن نقله من مكان إلى آخر مع بقاء صورته وهيئته فهو من قبيل المنقول، وينطبق هذا بطريقة أو بأخرى على الأسهم الموقوفة، واختلفوا في: ما يمكن نقله مع تغيير صورته وهيئته عند النقل، والترجيح الذي يظهر هو قول الجمهور، بإباحة وقف المنقول.

### وقف الأسهم باعتباره من وقف النقود
ان كيان الشركة وما تحمله من حقوق، وما فيها من موجودات تجعل من النقود أحد موجودات الشركة، اختلف العلماء في حكم وقف النقود والراجح هو القول بجواز وقف النقود وهو قول الزهري والبخاري، ومذهب الحنفية، والمالكية، ووجه عند الشافعية، ورواية عن الإمام أحمد وهو اختيار شيخ الإسلام ابن تيمية، وقرار مجمع الفقه الإسلامية.
وخلاصة حكم وقف الأسهم تخريجاً على كلام الفقهاء: بعد الاطلاع على توصيف وقف الأسهم ودخوله ضمن المشاع أو المنقول أو النقود، ويظهر دخول حقيقة التخريج على وقف المشاع ووقف المنقول في أسهم الشركات المساهمة، لكون السهم جزء مشاع في الشركة وكونه من المنقولات، وقد تحدث الفقهاء على جواز وقف المنقول المشاع.

## حكم وقف الأسهم في كلام الفقهاء المعاصرين
اتفق العلماء المعاصرون على جواز وقف الأسهم، وجاء في قرار رقم (2) لمنتدى قضايا الوقف الفقهية الثاني (يجوز وقف النقود والأسهم والصكوك، ولا يجوز وقف السندات لاحتوائها على القرض ذي الفائدة المحرمة).

## شروط وقف الأسهم
أولاً: شروط الأسهم الموقوفة:
1. أن تكون الأسهم جائزة شرعا.[29]
2. أن تكون الأسهم معلومة.
3. أن تكون الأسهم الموقوفة ملكا للواقف.
4. أن تكون قابلة للوقف.

ثانياً: شروط المساهم الواقف:
1. أن يكون المساهم الواقف مكلّفا.[30]
2. أن يكون المساهم الواقف حراً.[31][32]
3. ألا يكون محجورا عليه.[33]
4. أن يكون مختارا.[34]

ثالثاً: شروط الموقوف علیه:
1. أن يكون الموقوف عليه جهة بر.[35][36]
2. أن تكون الجهة الموقوفة عليها غير منقطعة.[37]
3. ألا يعود الوقف على الواقف.

## بعض الأحكام المتعلقة بالأسهم الموقوفة
أولاً: وقف الأسهم لغرض الاستثمار: ويشترط في الأسهم التي يراد وقفها لغرض الاستثمار:
1. أن تكون من أسهم الشركات الجائزة شرعا.
2. الاختيار الصحيح للأسهم المراد وقفها.
3. النظارة الأمينة والرقابة الشديدة على الأسهم الموقوفة.[38]

ثانياً: حكم تداول الأسهم الموقوفة:
والراجح أنه لا يجوز تداول الأسهم الموقوفة، وصدر بذلك قرار منتدى قضايا الوقف الفقهية الأول في الكويت، حيث جاء فيه: (إذا كان الوقف أسهما أو صكوكا قابلة للتداول فلا يجوز تداولها بالبيع والشراء).
ثالثاً: تحويل الأسهم الموقوفة:
1. تحويل الأسهم من شركة إلى شركات أخرى: الراجح هو القول بجواز تغيير هيئة الوقف عند ظهور المصلحة، وهو قول جماهير أهل العلم، من الحنفية،[40] والمالكية،[41] وبعض الشافعية،[42] وهو مذهب الحنابلة،[43] واختيار شيخ الإسلام ابن تيمية.[44]
2. تحويل الأسهم الموقوفة إلى أصول غير مالية: وذلك بأن يتم بيع الأسهم الموقوفة، وتحويل الوقف إلى جنس آخر غير الأسهم والأوراق المالية، كالعقار والعمارات والمزارع، والراجح: هو القول بجواز ذلك بصرف ثمن الوقف المبيع إلى غير جنس الوقف.[45]

رابعاً: الأسهم الموقوفة عند تصفية الشركة:
وحكم ذلك عند إنهاء عمليات الشركة، وحصر موجوداتها، واستيفاء حقوقها، وسداد ديونها، ووضع الأموال الصافية بين يدي الشركاء لاقتسامها وتوزيعها، جاء بذلك قرار منتدى قضايا الوقف الفقهية الثاني رقم (8)، حيث جاء فيه:(لا أثر لتصفية الشركة أو المحفظة على تأبيد الوقف أو انتهائه)، فيتم حينئذ شراء وقف جديد بقيمة الأسهم المصفاة، سواء بأسهم مماثلة في شركة أخرى قريبة من الشركة المصفاة، أو بحسب المصلحة التي يراها ناظر الوقف، لان الأصل في الوقف هو حبس الأصل وحبسه يستلزم التأبيد، ويبقى المال المصفى وقفاً لأنه قيمة الأسهم الموقوفة التي تم تصفيتها.
خامساً: رهن الأسهم الموقوفة:
اتفق الفقهاء على المنع من رهن الوقف، وأن هذا الرهن لا يصح، وقد نص على ذلك: الحنفية.، المالكية، والشافعية، والحنابلة.
سادساً: زكاة الأسهم الموقوفة:
الزكاة: حق واجب، في مال خاص، لطائفة مخصوصة، في وقت مخصوص، والراجح في زكاة العين الموقوفة هو: عدم وجوب الزكاة في الوقف، اما ما يتعلق بزكاة غلة الوقف ونمائه فالراجح بوجوب الزكاة عليه.